# Drewno późne
Drewno późne, drewno letnie – rodzaj drewna powstający u roślin rosnących w klimacie umiarkowanym, których cykl wegetacyjny jest przerywany na okres zimy.
Drewno letnie powstaje pod koniec okresu wegetacyjnego. Jest wyraźnie ciemniejsze od wiosennego, cewki i naczynia mają mniejsze średnice oraz grubsze ściany. Ponadto zawiera więcej włókien drzewnych niż  w drewnie wiosennym. Komórki drewna letniego transportują stosunkowo niewiele wody, pełnią głównie funkcję wzmacniającą. U niektórych gatunków różnica między drewnem letnim a wiosennym jest dobrze widoczna. Tak jest na przykład u dębów, jesionów, wiązów. Z kolei u brzozy, olchy czy osiki różnice między obydwoma rodzajami drewna są niewielkie.